# Ла Кјеза Сан Панталео (Фиренца)
Ла Кјеза Сан Панталео је насеље у Италији у округу Фиренца, региону Тоскана.
Према процени из 2011. у насељу је живело 38 становника. Насеље се налази на надморској висини од 58 м.